# 희망제작소
희망제작소(The Hope Institute)는 대한민국의 재단법인으로 2006년 박원순을 중심으로 한 시민, 시민사회 활동가, 사회 각 분야의 전문가들이 출범시켰다.
당시 '21세기 新실학운동'이라는 슬로건을 내걸고 창립한 희망제작소는 한국사회의 크고 작은 의제들에 대해 정책적 대안을 연구하고 실천하는 독립 민간연구소로 시민 참여를 바탕으로 한 지역과 현장 중심의 실용적인 연구를 지향한다. 정부 산하의 연구소나 기업 경영연구소가 각각 국가 정책이나 기업 경영활동의 이론적 토대를 마련하는 활동을 한다면 희망제작소는 시민들의 눈높이에서 우리 사회의 대안을 연구하는 활동을 한다는 것에서 차별성이 있다.
희망제작소는 "시민과 함께 사회혁신을 실천하는 Think and Do Tank"를 비전으로 내세운다. '사회혁신'에 대해 "충족되지 않은 사회적 욕구를 해결하는 새로운 접근법"이라 정의한다. 이는 기존의 자원과 이론, 아이디어를 새로운 방식으로 엮어 사회문제에 접근하여 질적으로 새로운 변화를 만들어 내는 과정이자 결과이다. 희망제작소는 이러한 사회혁신을 실천하기 위해 시민의 아이디어를 현실화하는 '사회창안', 지역의 문제를 해결하기 위해 지역주민들이 주도적으로 지역의 자원과 비즈니스 모델을 결합시킨 '커뮤니티비즈니스'와 낡고 황폐화된 마을을 새로운 활력이 넘치는 마을로 만드는 '마을만들기 사업', 사회적기업과 협동조합 등 새로운 경제 주체를 발굴하고 성장시키는 '사회적경제 연구', 우리 사회의 소중한 인적자산인 '시니어'와 사회공헌이라는 가치를 연결시켜 우리 사회를 더욱 행복하고 풍성하게 만드는 '시니어사회공헌' 등의 분야에서 연구와 실천을 함께 하고 있다. 이와 함께 한국 사회를 이끌어갈 혁신적인 공공리더(지자체장, 공무원)와 시민리더를 육성하는 활동과 지속가능한 시민안전사회를 만들고자 하는 '재난안전 연구'를 하고 있다.
현재 이사장은 대한기독서회 명예사장인 정지강이고, 소장은 임주환 변호사이다. 권희석 하나투어 수석부회장, 송창석 거버넌스센터 교육원장, 신근정 지역에너지전환 전국네트워크 운영위원장, 유시주 희망제작소 전 소장, 이호혁 NHN위투 대표, 전정환 제주창조경제혁신센터 센터장, 배규식 한국노동연구원 원장, 이진민 아이소이 최고경영자, 장유식 법무법인 동서남북 구성원이 이사를 맡고 있으며 이소영 법무법인 지평 변호사와 심재엽 회계법인 이상 회계사가 감사를 맡고 있다.
운영자금은 주로 시민들의 기부금과 각종 연구 사업을 통해 마련한다.창립 때부터 정부나 기업의 출연금을 받지 않고 재정 독립성을 유지해왔다.
희망제작소는 현재(2021.04. 기준) 한국사회 주요 의제, 과제 및 정책에 대한 대안을 연구하는 '연구사업본부', 지역혁신 의제를 발굴하고 다양한 사업을 기획하는 '기획팀', 후원회원과 희망제작소를 연결하는 '이음팀', 사회혁신의 가치를 알리는 '미디어팀', 사업 및 운영을 지원하는 '경영지원실'로 구성되어 운영되고 있다.

## 대표 프로그램
희망제작소는 연구와 실천을 함께 하는 싱크탱크다. 연구에서 도출된 결과는 시민 참여 프로그램으로 운영해 시민들이 쉽게 접할 수 있다. 다양한 사회혁신 방법을 통해 우리 사회를 새롭게 디자인하려는 시민들을 위한 '소셜디자이너스쿨(social designer school)', (예비)퇴직자의 경험과 재능을 사회공헌이라는 가치와 접목시켜 시니어들의 제 2의 인생 설계를 도와주는 '행복설계아카데미', 농촌으로 돌아가 지역에 새로운 활력을 불러 일으킬 도시민들을 위한 '커뮤니티비지니스 귀농귀촌 아카데미', 과거와 현재를 성찰하고 미래 생애 설계를 도와주는 '퇴근후 렛츠', 협동조합에 대한 모든 것을 알려주는 'Let's coop', 그리고 '모금이 세상을 바꾼다'는 슬로건을 내걸고 모금활동에 필요한 체계적이고 전문적인 교육을 제공하는 '모금전문가학교' 등은 많은 시민들의 사랑을 받고 있다.

## 활동 사례
희망제작소는 21세기 신실학운동을 슬로건으로 걸고 창립했다. 이슈 파이팅이나 거시담론을 생산하는 활동 보다는 시민들이나 지역 주민들의 아이디어를 모아내고 이를 현실에 적용하는 방법을 통해 한국 사회를 새롭게 디자인 하는 활동을 해왔다. 한국경제매거진에서 매년 '대한민국100대 싱크탱크'를 선정하는데 2010년엔 정치사회 분야 1위를 차지할 정도로 활발한 활동을 해왔다.
간판 문화 개선 : 창립 초기, 간판문화연구소를 설립해 무질서하고 어지러운 한국 거리의 간판 문화를 보다 아름답고 한국적인 정서가 담긴 간판문화로 바꾸는데 많은 역할을 했다. 행정자치부와 SBS와 함께 방송캠페인을 실시했고 ‘대한민국 좋은간판상’을 제정해 좋은간판문화를 선도했다.
지하철 문화 개선 : 지하철 문화 개선 활동도 활발하게 진행했다. 2007년, 희망제작소는 시민들이 제안한 지하철 관련 아이디어를 바탕으로 지하철 개선을 위한 캠페인에 돌입했다. 여론조사 전문기관인 <리서치플러스>와 함께 지하철에 대한 시민의식조사를 실시하고 이를 바탕으로 서울 지하철에 어린이와 노인 등 교통약자를 위한 ‘낮은 손잡이’와 ‘배려석’을 설치했다. 이는 희망제작소가 실시한 ‘지하철 개선을 위한 아이디어 공모전’에 접수된 시민 의견을 반영한 것이다.
수영장 여성 할인 제도 : 여성들을 위한 수영장 생리 할인제도 또한 시민의 아이디어가 현실화된 사례다. 한 시민이 수영장 요금 제도에 대한 불편함과 대안 아이디어를 희망제작소 웹페이지에 올렸고 희망제작소 사회창안센터(현 사회혁신센터)는 이에 대한 관련 포럼을 열고, 여론조사 결과를 발표했다. 동시에 언론보도를 제안하고, 국가인권위에 진정을 냈으며 이 사안에 대해 일부 공립 수영장이 화답했으며 재경부에서 소비자피해보상규정을 고치는 과정을 거쳐  서울과 지자체에서 조례를 제정하는 데 이르렀다.
현금인출기 수수료 사전 안내 : 은행 현금입출금기(CD·ATM)에서 현금 인출시 수수료가 얼마인지 미리 알 수 없어 불편하다는 시민의 아이디어가 접수되자 희망제작소 사회창안센터(현 사회혁신센터)는 즉시 국내현황과 해외사례 등을 조사해 '수수료 사전 고지가 당연하다'는 취지로 각 은행과 금융감독원·재정경제부에 정책제안서를 보냈고, 언론보도 등을 통해 공론화를 시도했다. 금융감독원은 시스템을 보완하기로 했다고 밝혔으며 현재는 은행 현금입출금기(CD·ATM)에서 현금을 인출할 때 수수료가 현금 인출 전에 공지되고 있다.

## 무급인턴논란
희망제작소는 무급으로 인턴을 채용, 하루 점심값 5천원을 지급하면서 정규직에 준하는 업무를 시켜 인터넷상에서 노동력 착취에 대한 논란이 있었다.
희망제작소 인턴연구원들을 대상으로 한 심층적인 인터뷰에서 7명 모두 희망제작소를 옹호했으며, 무급이기 이전에 자신들이 얻은 경험의 소중함과 배움의 가치를 더 높게 평가하고 있었다.

## 같이 보기
- (故) 박원순